# Anna dai capelli rossi (miniserie televisiva)
Anna dai capelli rossi (Anne of Green Gables) è una miniserie televisiva canadese del 1985 diretta da Kevin Sullivan per la Canadian Broadcasting Corporation e basata sul romanzo omonimo scritto nel 1908 da Lucy Maud Montgomery.
Trasmessa sulla rete canadese CBC l'1 e 2 dicembre 1985, la miniserie ebbe un grandissimo successo di pubblico, ed è ancora oggi ritenuta uno dei programmi più apprezzati mai trasmessi in Canada. In Italia è stata trasmessa su Rai 1 a partire dal pomeriggio del 18 settembre 1989, divisa in 9 episodi di 25 minuti l'uno, assieme al suo seguito Anna dai capelli rossi - Il sequel, come se si trattasse di un'unica serie.

## Trama
Anne Shirley nasce sul finire del XIX secolo a Bolingbroke nella Nuova Scozia da Walter e Bertha Shirley. Purtroppo dopo tre mesi entrambi i genitori muoiono di Influenza spagnola, e la bambina, non avendo altri parenti, viene posta in adozione. La storia inizia quando Anne ha 13 anni. Morto il marito della signora Hammond, alla quale era stata affidata da alcuni anni, viene rimandata in orfanotrofio, dove rimarrà per circa sei mesi. Marilla e Matthew Cuthbert, sono due anziani fratelli. Non si sono mai sposati, quindi vivono assieme in una fattoria chiamata "Green Gables" ad Avonlea, cittadina rurale dell'Isola di Prince Edward in Canada. Matthew sta invecchiando ed ha il cuore malato, e dal momento che non ha mai avuto figli, decide di adottare un ragazzo per avere un aiuto nel faticoso lavoro dei campi. 
Per un disguido, dall'orfanotrofio al posto del ragazzo arriva Anne, che spera di aver trovato finalmente una casa e una famiglia. Matthew, uomo taciturno e misogino, ma di animo sensibile, rimane subito conquistato da questa strana bambina, che durante il tragitto in calesse dalla stazione ferroviaria a casa, lo sommerge di parole dando nomi evocativi e romantici ai luoghi che attraversavano (un viale di meli in fiore diventa ai suoi occhi estasiati il "Candido Sentiero della Gioia", un laghetto diventa "Lago delle Acque Lucenti"). Marilla invece, molto più pragmatica ed altera, reputando che una bambina fosse assolutamente inutile per ciò che si erano prefissati, decide di rimandare Anne all'orfanotrofio. La bambina però racconterà la sua triste storia, e lentamente conquisterà anche il cuore della fredda Marilla, che alla fine deciderà di tenere la bambina per "un periodo di prova".
Anne è una bambina magra, con tante lentiggini e con i capelli rossi, che tanto la fanno soffrire. Marilla, pragmatica e sempre con i piedi per terra, nel suo nuovo ruolo di educatrice inizialmente fa molta fatica a comprendere Anne, abituata da sempre a difendersi dalle tristezze della sua vita deformando la realtà con la sua grande fantasia e i suoi sogni. Matthew apparentemente ha un carattere opposto a quello di Anne: chiuso e taciturno lui, espansiva, esuberante e chiacchierona lei, ma tra i due sorgerà subito una grande affinità.
Lentamente Anne si inserisce nella placida vita di Avonlea e farà presto la conoscenza di Diana Barry, una ragazzina della sua stessa età, che per tutto il resto della sua vita sarà la sua più grande amica. Inoltre quando comincerà a frequentare la scuola, si scontrerà con Gilbert Blythe, il ragazzo più ammirato delle compagne. Questi un giorno in classe, per farsi notare dalla ragazzina che l'ha subito molto colpito, ha la brutta idea di prenderla in giro per i suoi capelli rossi. Anne per ripicca romperà la sua lavagnetta in testa a Gilbert e non gli rivolgerà la parola per più di tre anni nonostante la reiterata richiesta di scuse del ragazzo. Marilla è molto contrariata dal comportamento di Anne (che non contenta della sua bravata, ha tentato pure di tingersi i capelli di nero, con risultati disastrosi), ma in cuor suo ammira la ragazza per il suo atteggiamento risoluto con Gilbert. Decide quindi improvvisamente di porre fine al "periodo di prova": Anne potrà rimanere a Green Gables.
Assistiamo quindi al lento trascorrere degli anni e alla crescita e maturazione di Anne. È desiderosa di imparare cose nuove e si rivela una studentessa intelligente e estremamente diligente tanto che, assieme ad altri alunni meritevoli, tra i quali vi è anche Gilbert, riceve la proposta della maestra Muriel Stacy di frequentare un corso intensivo di preparazione agli esami di ammissione alla Queen's Academy, la scuola superiore della città di Charlottetown. Finalmente arriva il giorno dell'esame di ammissione alla scuola superiore, e Anne risulterà prima tra gli studenti di tutta l'isola di Prince Edward, a pari merito con Gilbert Blythe. 
Anne e Gilbert decidono di frequentare il corso intensivo, due anni in uno, per ottenere il diploma in un solo anno. È un anno di studio intenso, che porterà Anne ad eccellere in letteratura inglese e a vincere una borsa di studio per l'università. Purtroppo Matthew, il suo padre adottivo, morirà di lì a poco stroncato da un infarto e Anne capisce che deve ridefinire i suoi desideri e le sue ambizioni, visto che non può lasciare sola Marilla, molto malata, per andarsene lontano a studiare. Rinuncia quindi alla borsa di studio per restare accanto a quella che ormai da tempo è diventata sua madre a tutti gli effetti. Gilbert appena scoperta la cosa, rinuncia all'incarico di maestro ad Avonlea che aveva appena ottenuto per cederlo ad Anne, optando per un posto di lavoro molto più scomodo e lontano. Finalmente Anne, nel ringraziare Gilbert per quel gesto gentile, riuscirà a parlargli e a chiarire quello che per tanti anni non era mai riuscita a dirgli a causa del suo orgoglio. Il legame di amicizia che era stato reciso tanti anni prima, finalmente si riannoda e forse condurrà anche a qualcosa di più importante.

## Versione su DVD
Anna dai capelli rossi è distribuito assieme ai due sequel Anna dai capelli rossi - Il sequel e Anne of Green Gables: The Continuing Story. I primi due DVD contengono anche il doppiaggio italiano.